# Therblig

Die 18 therbligs.

Therbligs ist die Bezeichnung eines Satzes grundlegender Bewegungsarten zur Beschreibung und Bemessung der Körperlichen Aktivitäten, die für einen Beschäftigten erforderlich sind, um eine Aufgabe durchzuführen. Sie gelten als erste Grundlage der System vorbestimmter Zeiten.
Das Wort Therblig ist eine Umkehrung des Wortes Gilbreth, wenn das „th“ als ein Buchstabe gesehen wird. Dies war die Kreation von Frank Bunker Gilbreth und Lillian Moller Gilbreth, den US-amerikanischen Unternehmensberatern, die auf dem Gebiet der Zeit- und Bewegungsstudien arbeiteten.
Der Satz besteht aus 18 Elementen, von denen jedes eine Bewegungsart („category of motion“) beschreibt. Nahezu alle menschlichen Bewegungen lassen sich nach den Gilbreths auf diese 18 Elemente zurückführen. Jedes Therblig, das nicht dem Arbeitsfortschritt dient, kann nach Gilbreth eliminiert werden.
Therbligs werden zur Studie der Effizienz der Bewegungen bei einer Aufgabendurchführung am Arbeitsplatz eingesetzt. Die Ablauf wird durch das Codieren jede Bewegung durch den zugehörigen Therblig analysiert. Um einen körperlichen Arbeitsprozess zu optimieren, werden unnötige Bewegungen gesucht und beseitigt. Die Therbligs im Einzelnen sind:
- Suchen
- Finden
- Auswählen
- Greifen
- Halten
- Positionieren
- Zusammenstellen (Vereinigen)
- Benutzen
- Auseinanderstellen (-nehmen)
- Inspizieren
- beladen transportieren
- unbeladen transportieren
- Vorpositionieren für die nächste Operation
- Loslassen
- unvermeidliches Warten
- vermeidliches Warten
- Planen
- Rasten, um die Erschöpfung zu überwinden